# Carnaval de Huejotzingo

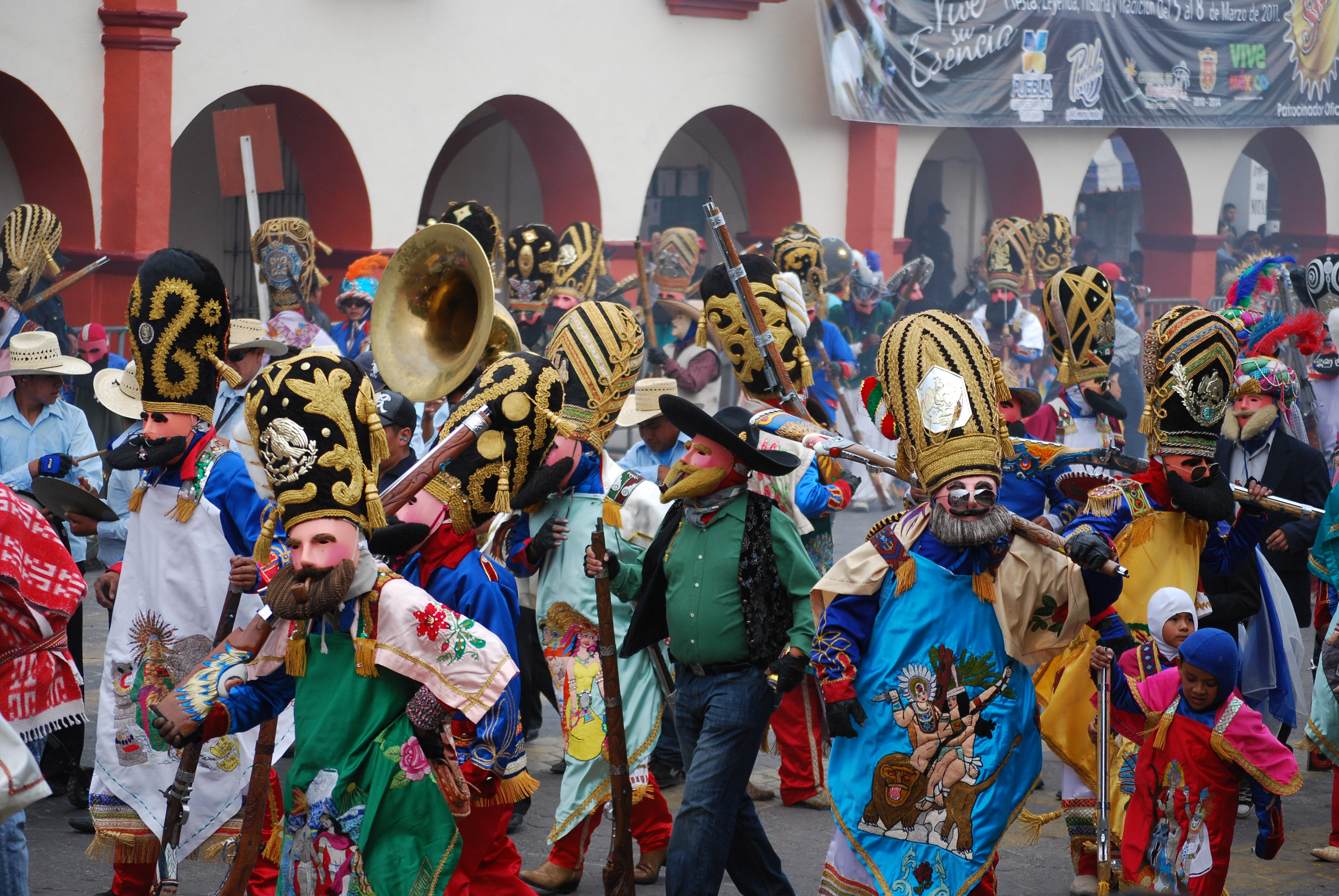
Desfile inicial de batallones frente al Palacio municipal

El Carnaval de Huejotzingo es una festividad que se celebra en la ciudad de Huejotzingo (Puebla, México), como parte de las celebraciones que marcan el inicio de la Cuaresma en el calendario ritual católico. Es el único carnaval en México que cuenta con un argumento histórico al contar en su desarrollo una relación de los principales hechos históricos ocurridos en este lugar y es una tradición que incluye danzas, vestuario, música y algunos ritos que se han ido modificando a lo largo del tiempo sin perder su origen y esencia.

## Historia
De acuerdo a algunas fuentes, el Carnaval de Huejotzingo se celebra desde 1868. Este festejo inicia el fin de semana anterior al miércoles de ceniza y culmina el martes. En él participan alrededor de veinte mil personas que se disfrazan con máscaras, túnicas, gaznes, tocados de plumas, escudos y fusiles para transformar las calles del pueblo en un enorme escenario y representar en él, tres episodios que han marcado la historia de Huejotzingo. 
Como una gran obra de teatro que en tres actos resume, expresa y presenta al espectador la historia, cultura e identidad de un pueblo, revividos y encarnados por sus propios habitantes. Uno de estos episodios, de gran importancia para el Estado y para todo el país, es la Batalla de Puebla de 1862, en la que los mexicanos derrotaron al ejército francés. 
Para su representación, se forman diversos batallones que darán vida a ambos ejércitos. El ejército invasor se compone de zuavos, turcos y zapadores; mientras que el victorioso ejército mexicano está conformado por los indios serranos, zacapoaxtlas. Ambos bandos se enfrentarán en una dura batalla, disparando sus mosquetes cargados con pólvora, que entre la humareda y el estruendo que provocan, dan un gran realismo a la escena. Sin embargo, la historia ha dicho ya cómo acabará este enfrentamiento: los franceses tendrán que sufrir, como cada año, su tradicional derrota. 
Otra historia que se presenta es la del bandido, héroe, leyenda y, en algunos sitios, hasta santo, Agustín Lorenzo; personaje del siglo XIX que se robó a la hija del corregidor de Huejotzingo. La historia o leyenda de Agustín Lorenzo también está rodeada de elementos de gran espectacularidad. El bandido llega a caballo entre música, cohetes y tiros al pie del Palacio Municipal. Después de haberle enviado una carta a su amada con uno de sus ayudantes, el mismo Agustín Lorenzo sube por una escalera de cuerda hasta el primer piso del edificio y ayuda a descender a su futura novia, que va ya vestida de blanco, concretando así el rapto e iniciado la persecución. 
El tercer episodio que se representa durante el carnaval: un matrimonio indígena que simboliza la primera unión que se realizó en este lugar bajo el rito católico. Sin embargo, la historia de los prófugos amantes no ha terminado: alrededor de las tres de la tarde, un sacerdote une en matrimonio a Agustín Lorenzo con la hija del corregidor; pero la leyenda no tiene un final feliz: la historia culmina cuando algunos soldados disparan e incendian la choza en la que supuestamente se encontraba la mítica pareja.

## Que es el carnaval de Huejotzingo Puebla batallones del carnaval
Existen ocho tipos de batallones que son:
- Primer Batallón. Zapadores
- Segundo Batallón. Zacapoaxtlas
- Tercer Batallón. Indios
- Cuarto Batallón. Turcos
- Quinto Batallón. Suavos
- Sexto Batallón. Casamiento Indígena
- Séptimo Batallón. Señorío Huejotzinga
- Octavo Batallón. Africanos

Dependiendo del batallón, el número de soldados y sus miembros varían entre 300 y 1000 soldados. La mayoría de los integrantes del batallón son soldados, cada batallón cuenta además con una escolta, formada por tres o más abanderadas y un grupo de músicos. Para controlar a los soldados, se comisiona a uno o más cuidadores o responsables del orden, quienes auxilian al general. Los batallones de los Zapadores, Zacapoaxtlas y Zuavos se integran como comparsas justo cuando el carnaval se transformó, los indios serranos seguramente surgieron de una escisión de zacapoaxtlas, cuando estos últimos adoptaron el sombrero tricolor de la guerra

## Personajes

### Zapadores

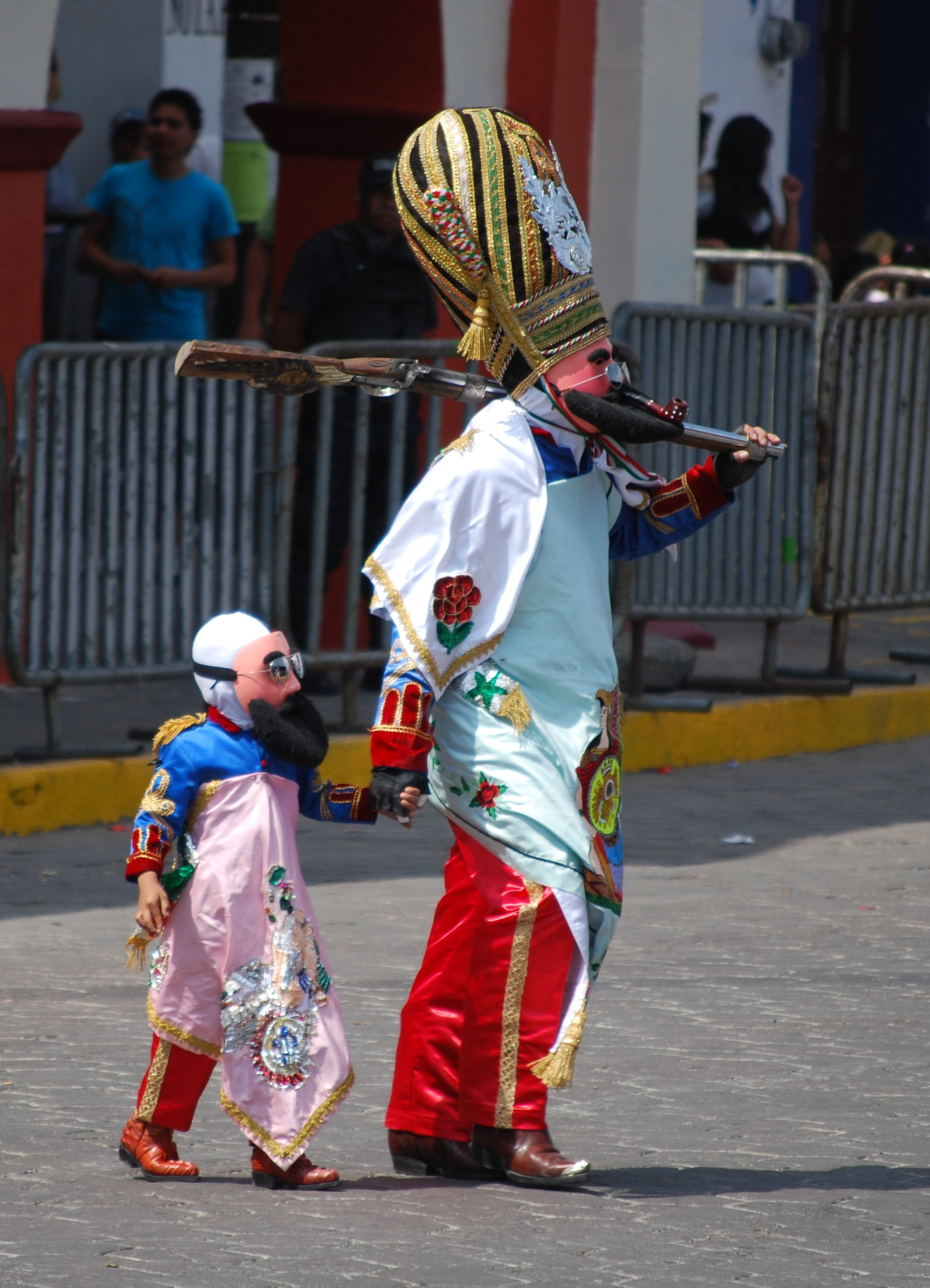
Zapador.

Los zapadores del carnaval ocupan una posición ambigua entre los batallones pues no son ni mexicanos ni extranjeros o, dicho mejor son un poco de cada cosa. En su vestimenta se mezclan los colores patrios de Inglaterra y de México y sus roles los asocian con fuerzas de ocupación extranjera, incluso lucen un águila imperial en sus penachos y un par de banderitas mexicanas, su sombrero los hace ver muy altos. De todas las comparsas, es la de los zapadores la que ha conservado su vestimenta con menos cambios.

### Zacapoaxtlas
(Rosas)
Durante la Batalla de Puebla (5 de mayo de 1862) participó el batallón de zacapoaxtlas. Este cuerpo que luchó contra los franceses, pertenecía a la segunda división comandada por el general Miguel Negrete. En Huejotzingo, se recuerda el capitán Juan Francisco Lucas, oriundo de Zacapoaxtla. 
El batallón surgió en la transformación del carnaval fundado por Cristóbal Botello. Su primer cuartel estuvo ubicado, hacia 1876, frente a la esquina (no) de la plaza principal. Así, el batallón habría pertenecido al tercer barrio o a los suburbios del norte. Sin embargo, no se han encontrado datos que permitan establecer si, desde la transformación del carnaval, las comparsas están asociadas a los barrios, a finales de la revolución lo estaban y entonces, los Zacapoaxtlas pertenecían al tercer cuadro. 
La indumentaria era bastante similar a la de los indios de la Sierra Norte de Puebla no incluía el sombrero con tiras de papel china, adoptado, probablemente en la década de los veinte, desde entonces su vestimenta se ha venido sofisticando hasta convertirse en una de las más costosas; su careta hacia 1929, era igual a la de los Zapadores.
Es posible que el batallón de los Zacapoaxtlas haya sido fundado antes que el de los indios, cuando los primeros adoptaron los sombreros tricolores, conservando los serranos el antiguo traje de Zacapoaxtlas cuyo uniforme era sin melena tricolor.

### Indios
El santo patrón de este grupo es el mismo San Miguel, patrono del pueblo, señor del sol, a diferencia de los demás agrupamiento no menciona su nombre ni el de sus fundadores, pero so máscara recuerda claramente a Tonatiuh.
Los orígenes de este tipo de comparsas parecen confundirse con los zacapoaxtlas, ambos ligados con la cultura mexicana. 
Transformaciones de los indios se realizaron en una década de los cincuenta. 
Cuando adoptaron el traje de los recién desaparecidos, agregaron el cotón de jantetelcos adornos con perlas, listones y moños multicolores, cambiaron temporalmente los huaraches por tenis con moños de colores, multiplicaron pañoletas sustituyéndolas por los gaznes bordados.

### Turcos

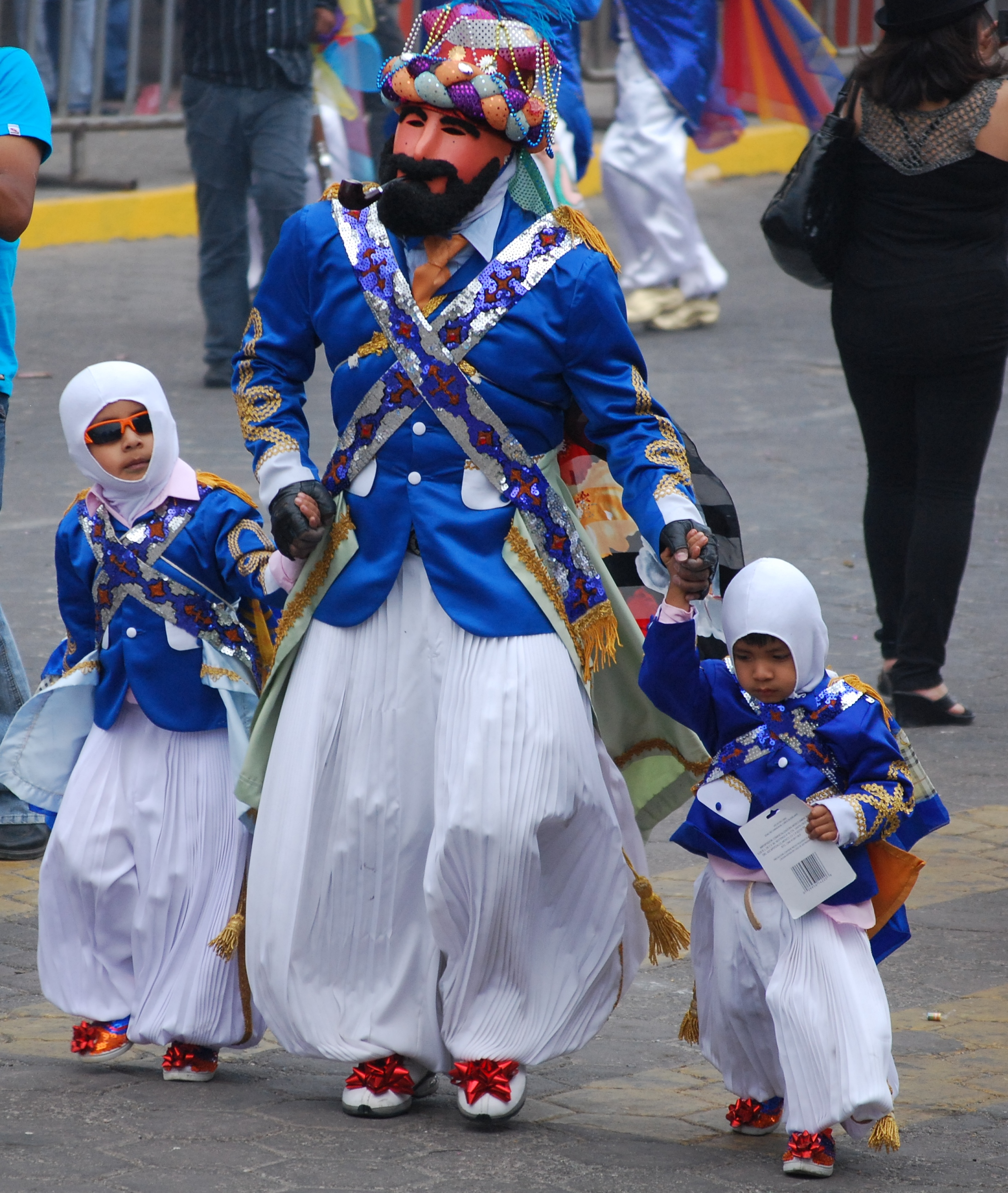
Turco acompañado de sus hijos.

El sultán de Egipto envió, a petición de Napoleón III, un batallón de negros del Sudán, de Nubia y de Abisinia quienes llegaron a México a principios de 1863 para apoyar la intervención francesa probablemente, este batallón participó en el sitio de Puebla. 
Algunos huejotzingas afirman que por ello intervienen los Turcos en el carnaval, pero queremos desconocer cuando se integraron, para Arturo Warman la presencia de los turcos podría ser una reminiscencia de las danzas de moros y cristianos, poco a poco el batallón se fue quedando sin soldados y finalmente antes de 1937, desapareció por varios años, entre 1948 y 1950 reapareció.
Entonces como el batallón no perteneció a ningún barrio en especial. El padre Jesús Mendoza fue responsable de reorganizar al batallón. La máscara fue elaborada por Andrés Serrano, quien la volvió rosada y con barba rubia. Desde entonces el batallón ha permanecido como una comparsa del centro. Año tras año, se ha incrementado el número de mujeres vestidas de odaliscas, quienes para 1988, representaba casi la tercera parte del batallón.
Los hermosos colores acua que portan recuerdan a su santo patrono san Juan Bautista, señor de la lluvia.

### Zuavos
Los Zuavos dan origen a los franceses ya que debido a la batalla del 5 de mayo se lleva a cabo esta representación en Huejotzingo. El atuendo de este conocido personaje consta de chaquetón color azul, naguilla roja, botas, talines que se usan en el pecho, turbante que se coloca en la cabeza, caja de madera que se lleva en la espalda y la típica máscara o careta. 
El cuarto barrio de Huejotzingo se caracteriza por este batallón, que se lleva acabó esta tradición cada año y disfrutan de estas fechas para bailar o tomar.

### Casamiento Indígena
Este evento da origen de la diplomacia prehispánica. 

### Señorío Huejotzinga
El secuestro de la hija del rejente por es ladrón de Rio Frío.  

### Africanos
El santo patrón de este grupo es san Diego de Alcalá, mismo que tiene su templo sobre el los restos del basamento del antiguo templo zapoteca del señor del Mictlán, quien guarda los misterios de la muerte.